# Talaricano
Talaricano, o Tarkin (fl. VIII secolo), è onorato come santo vescovo e confessore in Scozia; il suo culto fu confermato da papa Leone XIII nel 1898.

## Culto
Il culto di san Talaricano fu molto popolare nella Scozia nord-orientale durante il medioevo: ne danno testimonianza anche alcuni toponimi, come quello di Kiltarlity (contea di Inverness), che prende il nome dal titolo di una chiesa a lui dedicata.
Gli era dedicata anche la chiesa parrocchiale di Fordyce, nella contea di Banff, che il quattrocentesco martirologio di Aberdeen indica come il centro principale del suo culto.
Le scarse e più antiche notizie sulla sua vita sono desunte dal breviario di Aberdeen, pubblicato nel 1509, secondo cui Talaricano era originario dell'Irlanda, fu consacrato vescovo da papa Gregorio e fu missionario nel nord-est della Scozia.
Altre informazioni pubblicate dai bollandisti vogliono che Talaricano sia stato vescovo di Sodor sotto il re di Scozia Selbach nell'VIII secolo e sia morto a Lismore il III giorno prima delle Calende di novembre (un 30 ottobre).
Secondo le ricerche di Archibald Black Scott, ci sarebbero buoni motivi per identificare Talaricano con Tarloga, uno dei cinquantadue compagni di san Donnano martirizzati nel 617 sull'isola di Eigg.
Talaricano è uno dei 19 santi scozzesi il cui culto ab immemorabili fu confermato da papa Leone XIII con decreto dell'11 luglio 1898.